# Johann Gottlieb Friedrich von Bohnenberger
Johann Gottlieb Friedrich von Bohnenberger   (Simmozheim, 5 de juny de 1765 - Tübingen, 19 d'abril de 1831) era un astrònom, matemàtic i físic alemany. Després d'estudiar a la Universitat de Tubinga hi fa classes a partir de 1798. El 1817, descobreix l'efecte giroscòpic. Un cràter lunar rebé el seu nom.

## Publicacions
- Anleitung zur geographischen Ortsbestimmung (facsímil en línia), 1795.
- Astronomia (1811)
- Anfangsgründe der höhern Analysis (1812)